# Guillem IV d'Orange-Nassau
Guillem IV d'Orange (en neerlandès Willem IV Carel Hendrik Friso van Oranje-Nassau) va néixer a Ljouwert (Països Baixos) l'1 de setembre de 1711 i va morir a La Haia el 22 d'octubre de 1751. Era fill del príncep de Nassau-Dietz Joan Guillem d'Orange-Nassau (1687-1711) i de Maria Lluïsa de Hessen-Kassel (1688-1765).

## Biografia
El 1739, Guillem IV heretà els dominis que havia posseït la branca familiar dels Nassau-Dillenbourg, i el 1743 els que corresponien a la branca dels Nassau-Siegen. Va ser príncep de Nassau-Dietz, príncep d'Orange-Nassau de 1711 a 1751, Stadhouder de Frísia de 1711 a 1747, de Groningen de 1718 a 1747, de Gueldre i de Drenthe de 1722 a 1747, d'Holanda, de Zelande i d'Overijssel de 1747 a 1747, d'Utrecht de 1747 a 1747, i de les Províncies Unides de 1747 a 1751. La família deixà la residència de Ljouwert per instal·lar-se a La Haia.

## Matrimoni i fills
El 25 de març de 1734 es va casar a la capella reial del Palau de Saint James, a Londres, amb Anna de Hannover (1709-1759) filla del rei de la Gran Bretanya Jordi II (1683-1760) i de Carolina de Brandenburg-Ansbach (1683-1737). El matrimoni va tenir cinc fills: 
- Príncep hereu nascut mort 1735
- Una filla nascuda morta (1736)
- Una filla nascuda morta (1739)
- Carolina d'Orange-Nassau (1743-1787), casada amb el príncep Carles Cristià de Nassau-Weilburg (1735-1788).
- Anna Maria d'Orange-Nassau (1746)
- Guillem V d'Orange-Nassau (1748-1806), casat amb la princesa Guillemina de Prússia (1751-1820).